# Juan Alegría
Juan Diego Alegría Arango  (* 6. Juni 2002 in Ibagué) ist ein kolumbianischer Fußballspieler.

## Karriere

### Verein
Juan Alegría wurde in Ibagué, im Zentrum von Kolumbien geboren. Seine Karriere begann er in seiner Heimatstadt bei Deportes Tolima. Im September 2020 wechselte Alegría nach Finnland zum FC Honka Espoo. Für den Verein aus Espoo spielte er zunächst in der Nachwuchsmannschaft die in der Kakkonen, der dritthöchsten Spielklasse im finnischen Fußball teilnahm. Bis Ende Oktober 2020 konnte er in vier Ligapartien jeweils ein Tor erzielen. In der gleichen Zeit gab er auch sein Debüt in der ersten Mannschaft in der Veikkausliiga. In der Saison 2020 blieb er für Honka in der ersten Liga in sechs Spielen ohne eigenen Torerfolg. In der folgenden Saison gelangen dem jungen Stürmer in zehn Ligaspielen zwei Tore. Beide Tore erzielte er dabei am 8. August 2021 bei einem 4:1-Sieg im heimischen Tapiola-Sportpark gegen Tampereen Ilves. Ende des Monats verließ der 19-Jährige Alegría Finnland und wechselte zu den Glasgow Rangers nach Schottland. Er unterschrieb einen Dreijahresvertrag in Glasgow, nachdem die Rangers eine unbekannte Transfersumme gezahlt hatten.
Bei den Rangers kam er nach seiner Ankunft für die zweite Mannschaft in der Lowland League und im Challenge Cup zum Einsatz. Unter anderem gelang ihm im Achtelfinale des Challenge Cup 2021/22 gegen Alloa Athletic im Oktober 2021 ein Hattrick. Am 28. Februar 2022 wechselte Alegría für den Rest der Saison 2021/22 als Leihspieler zum schottischen Zweitligisten Partick Thistle. Zwischen Juli 2022 und Januar 2023 spielte er leihweise für den FC Falkirk. Im April 2023 verließ er die britische Insel wieder und wechselte zu seinem ehemaligen Verein FC Honka Espoo.
Im August 2023 kehrte er nach drei Jahren in Europa zurück nach Südamerika, nachdem er einen Vertrag in seinem Heimatland Kolumbien bei den Jaguares de Córdoba unterschrieb. Nach 16 Ligaspielen wechselte er im Februar 2024 nach China. Hier unterschrieb er einen Vertrag beim Zweitligisten Guangzhou FC.

### Nationalmannschaft
Juan Alegría nahm mit der kolumbianischen U17-Nationalmannschaft im Jahr 2019 an der Südamerikameisterschaft dieser Altersklasse in Peru teil. Dabei kam der Mittelstürmer gegen Brasilien und Paraguay zum Einsatz. Die Mannschaft schied bereits in der Gruppenphase des Turniers aus.

## Auszeichnungen
- Torschützenkönig U-15-Südamerikameisterschaft: 2017 (10 Tore)